# Usakos
Usakos este un oraș din Namibia.